# 주스크
주스크(Zoosk)는 온라인 데이팅 소셜 네트워크 서비스로 2007년 미국 캘리포니아주 프리몬트에 설립되어 있다.